# Uładzimir Majsiuk
Uładzimir Uładzimirawicz Majsiuk (biał. Уладзімір Уладзіміравіч Майсюк, ros. Владимир Владимирович Майсюк, Władimir Władimirowicz Majsiuk; ur. 22 sierpnia 1949 w Lachowiczach) – białoruski inżynier budownictwa i polityk, w latach 2004–2012 deputowany do Izby Reprezentantów Zgromadzenia Narodowego Republiki Białorusi III i IV kadencji.

## Życiorys
Urodził się 22 sierpnia 1949 roku w Lachowiczach, w obwodzie baranowickim Białoruskiej SRR, ZSRR. Ukończył Brzeski Instytut Inżynieryjno-Budowlany, uzyskując wykształcenie inżyniera budownictwa. Pracował jako drugi sekretarz Brzeskiego Miejskiego Komitetu Leninowskiego Komunistycznego Związku Młodzieży Białorusi, inżynier laboratorium, majster SU-32 w Brześciu, zastępca naczelnika PMK-13, naczelnik DSPMK-185 w Lachowiczach, naczelnik DEU-3 w Baranowiczach, dyrektor generalny przedsiębiorstwa „Briestawtodor”.
W 2004 roku został deputowanym do Izby Reprezentantów Zgromadzenia Narodowego Republiki Białorusi III kadencji z Baranowickiego Wiejskiego Okręgu Wyborczego Nr 6. Pełnił w niej funkcję zastępcy przewodniczącego Stałej Komisji ds. Przemysłu, Kompleksu Paliwowo-Energtycznego, Transportu, Łączności i Przedsiębiorczości. 27 października 2008 roku został deputowanym do Izby Reprezentantów IV kadencji z Baranowickiego Wiejskiego Okręgu Wyborczego Nr 7. Pełnił w niej funkcję zastępcy przewodniczącego Stałej Komisji ds. Katastrofy Czarnobylskiej, Ekologii i Eksploatacji Przyrody. Od 13 listopada 2008 roku był członkiem Narodowej Grupy Republiki Białorusi w Unii Międzyparlamentarnej.

## Życie prywatne
Uładzimir Majsiuk jest żonaty, ma dwóch synów.